# Gol Sheykh
Gol Sheykh (persiska: گل شیخ) är en ort i Iran.   Den ligger i provinsen Khorasan, i den nordöstra delen av landet, 800 km öster om huvudstaden Teheran. Gol Sheykh ligger 1 485 meter över havet och antalet invånare är 130.
Terrängen runt Gol Sheykh är kuperad söderut, men norrut är den platt.Runt Gol Sheykh är det ganska glesbefolkat, med 42 invånare per kvadratkilometer. Närmaste större samhälle är Qalandarābād, 3,8 km nordost om Gol Sheykh. Omgivningarna runt Gol Sheykh är i huvudsak ett öppet busklandskap.